# EdenWall
EdenWall est un pare-feu matériel produit par la société EdenWall Technologies.
Il s'agit d'un pare-feu de nouvelle génération, qui intègre la notion d'identité des utilisateurs, contrairement aux pare-feu traditionnels qui considèrent plutôt des critères comme des adresses IP ou Mac. La gamme de boîtiers EdenWall dispose d'interface d'administration très intuitives, et permettant l'administration d'un parc de plusieurs dizaines ou centaines de pare-feu.
EdenWall est basé sur le projet libre Netfilter et sur NuFW. La société EdenWall Technologies a été fondée par les initiateurs du projet Open Source NuFW, qui est reconnu par la communauté de la sécurité et déployé dans le monde entier.
EdenWall a lancé une qualification Critères communs EAL3+ .
En mai 2010 les actionnaires nomment François Josserand afin de redresser son activité. La société compte alors environ 30 salariés.
La liquidation judiciaire de la société est prononcée le 18 août 2011. La FSF France a mis en place un hébergement pour les anciens logiciels libres développés par la société sur ufwi.org sur la base du code donné par les clients afin de permettre la continuité des projets.